# The Grenadines
The Grenadines er et dansk folk-pop/rockband bestående af Kasper Ejlerskov Leonhardt, Morten Fillipsen og Dennis Debannic.

## Historie

### Opstart
Bandet blev dannet i 2014 af Kasper Ejlerskov, Laurits Emanuel Pedersen, Morten Fillipsen og Rumle Sieling Langdal. Medlemmerne havde alle medvirket i andre konstellationer inden de fandt sammen og skabte The Grenadines. Morten Fillipsen startede sin musikalske karriere allerede som 15-årig, hvor han deltog i MGP 2002 med sangen "Du' ikk' som de andre pi'r", og da The Grenadines blev dannet i 2014, arbejdede han på et album under navnet In Memoirs.  Laurits Emanuel Pedersen var også solist og ved at færdiggøre sit debutalbum Midlertidig Mening. Kasper Ejlerskov Leonhardt var medlem af duoen Wangel, men da han hørte et radioprogram om tilblivelsen af The Beatles' album Abbey Road lod han sig inspirere. Albummet var skrevet og indspillet på en uge, og Ejlerskov forestillede sig, at det måtte resultere i en autenticitet og umiddelbarhed, hvis man, for en periode, sørgede for ikke at tage stilling til musikken man laver.  
Ejlerskov inviterede derfor først Rumle Sieling Langdal, Morten Fillipsen og - da en trommeslager havde kærestesorger og sprang fra i sidste øjeblik - Laurits Emanuel til en intensiv sangskrivningsuge på en svensk ødegård. De fire musikere kendte ikke hinanden, og det eneste bindeled var Ejlerskov. I sommerhuset skulle de skrive sange og undersøge hvad der ville ske, når man sammensatte fire personer, der ikke kendte hinanden. Drengenes forskelligartede input komplementerede hinanden godt, og efter en tilsvarende tur på en gård på Falster, var der skrevet materiale nok til en plade.
The Grenadines indspillede derefter deres debutalbum i et pladestudie i København, og efter 20 dage lå albummet færdigt, og udkom i 2015.

### Udskiftning i bandet
Under sangskrivningen til opfølgeren af debutalbummet valgte Sieling i 2016 at forlade bandet. Ejlerskov, Fillipsen og Pedersen forsatte, og færdiggjorde albummet Band On The Radio som trio. Men da The Grenadines skulle spille en koncert i Kongens Have i København, manglede de en bassist. Dennis Debannic trådte til og hjalp med at spille koncerten. Kort tid efter blev han en fast del af bandet, og få måneder efter blev Kasper Daugaard (tidl. medlem af Lukas Graham) også medlem af The Grenadines.
2. maj 2021 meddelte The Grenadines via Instagram, at Laurits Emanuel forlod bandet for at hellige sig arbejdet med duoen Fyr og Flamme, der tidligere samme år vandt Dansk Melodi Grand Prix.
12. juli 2021 valgte Kasper Daugaard at forlade bandet.

### Ny gruppering
Ejlerskov, Fillipsen og Debannic fortsatte herefter på egen hånd, og 1. december 2021 udgav trioen julesangen It Is Christmas Again. Sangen er skrevet af forsanger Morten Fillipsen som en hyldest til sin mor, der ifølge Fillipsen er indbegrebet af jul.
5. maj 2022 udgav bandet endnu en lejlighedssang. Sangen Frihedsvej havde ifølge trioen selv både reference til Danmarks Befrielse i 1945 og til krigen i Ukraine, der fyldte medierne, da sangen udkom.
Midt på sommeren 2024 gav bandet på ny lyd fra sig. Singlen "Smile", som officielt blev udgivet 14. juni, introducerede en mere soulpræget og intim lyd, der ifølge bassist Dennis Debannic er bandets musikalske opfordring til at øge fokus på nærvær, intimitet og gensidig opmærksomhed mellem mennesker.

## Diskografi
| Album                   | Udgivelsesår | Pladeselskab        | Medlemmer                                                                             |
| ----------------------- | ------------ | ------------------- | ------------------------------------------------------------------------------------- |
| The Grenadines          | 2015         | Target Records      | Laurits Emanuel, Kasper Ejlerskov, Morten Fillipsen, Rumle Sieling Langdal            |
| Band On The Radio       | 2018         | Target Records      | Laurits Emanuel, Kasper Ejlerskov, Morten Fillipsen, Dennis Debannic, Kasper Daugaard |
| Everything We Dreamt Of | 2021         | Celebration Records | Kasper Ejlerskov, Morten Fillipsen, Dennis Debannic                                   |